# アキコ・グレース
アキコ・グレース（Akiko Grace、1974年〈昭和49年〉 - ）は、日本のジャズ・ピアニスト、作曲家。神奈川県出身。

## 略歴
神奈川県生まれ。ピアノ教師である母親の影響で3歳よりピアノを弾き始める。10代後半からボストン、ニューヨークを中心にライブ活動をはじめる。神奈川県立茅ケ崎北陵高等学校を経て、東京藝術大学音楽学部楽理科とバークリー音楽大学ピアノ演奏科を卒業。
1998年ジョージ・ガゾーンと共演したのをきっかけにカルテットに参加、ニューヨークを中心にライブ活動を行う。米国アーティスト・ビザを取得後、2000年にニューヨークに居を移す。2001年SAVOY初の日本人アーティストとして日本コロムビアと契約。
2002年、日本コロムビアからSAVOYレーベル初の日本人アーティストとして『フロム・ニューヨーク』でCDデビュー、『マンハッタン・ストーリー』『ニューヨーク・スタイル』とともに「NY三部作」として日本ジャズ界に旋風を巻き起こす。
ニューヨーク、オスロ、東京でレコーディングを重ね、アナログLP盤を含む12枚のリーダー・アルバムをリリース。ゲイリー・ピーコック、ラリー・グレナディア、ロン・カーター、ビル・スチュワート、ヨン・クリステンセン、エディ・ゴメス、ビル・ラズウェル、カート・ローゼンウィンケル等と共演。国内外でコンサート活動を行う。
文化庁主催芸術祭優秀賞(レコード部門) 、ジャズディスク大賞日本ジャズ賞、ミュージックペンクラブ・ベストパフォーマンス賞（国内部門）など受賞多数。国内では映画への楽曲提供のほかアルバム・プロデュースなども手掛ける。現在は、ソロ、デュオ、トリオ等演奏活動のほか、視覚芸術とのコラボレーション、オリジナル・ピアノ曲レコーディング、委嘱作品の作曲などを行なっている。

## ディスコグラフィ

### リーダー・アルバム
- 『フロム・ニューヨーク』 - From New York (2002年) ※with ロン・カーター、ビル・スチュワート
- 『マンハッタン・ストーリー』 - Manhattan Story (2002年) ※with ラリー・グレナディア、ビル・スチュワート
- 『ジャズ・ストリート〜ザ・デュオ+』 - The Duo+（WOWOW wave 2) (2002年) ※with 中西俊博、藤原清登、赤木りえ、中村善郎、川嶋哲郎
- 『ニューヨーク・スタイル』 - NY Style (2003年) ※with ラリー・グレナディア、ビル・スチュワート
- 『アナザー・ストーリー・イン・ニューヨーク』 - Another Story in NY (2004年) ※with ロン・カーター、ラリー・グレナディア、ビル・スチュワート
- 『東京 (TOKYO)』 - Tokyo (2004年) ※with 藤原清登、岩瀬立飛、中西俊博、藤原道山、金原千恵子ストリングス
- 『フロム・オスロ』 - From Oslo (2004年) ※with ヨン・クリステンセン、ラリー・グレナディア
- 『モメンタム』 - Momentum (2006年) ※with 安ヵ川大樹、小山太郎
- 『イリューム』 - Illume (2006年) ※with ビル・ラズウェル
- 『グレースフル・ヴィジョン』 - Graceful Vision (2008年) ※with ラリー・グレナディア、アリ・ホニック
- 『ピアノリウム』 - Pianorium (2009年)
- Various Colors~Piano Works (2018年) ※限定盤